# Kaifeng
Kaifeng (in cinese: 開封T, 开封S, KāifēngP) è una città-prefettura della Repubblica Popolare Cinese, della provincia dello Henan. Fu una delle capitali storiche della Cina durante la dinastia Song, che la abbandonò a seguito di un'invasione. Per circa 900 anni fu sede di una comunità ebraica, l'unica conosciuta in Cina prima del XIX secolo.

## Storia
In seguito a scavi archeologici condotti nel 1955, si scoprì che la città esisteva già sotto gli Shang. Nelle sue vicinanze furono ritrovati resti di civiltà neolitiche.
Durante il periodo delle Primavere e degli Autunni (770 a.C.-454 a.C.) si trovava nell'area di frontiera del regno di Zheng.
Nel 364 a.C., durante il Periodo dei regni combattenti fu costruita la capitale del Regno di Wei nell'attuale area della città e fu chiamata Daliang. Durante tale periodo fu realizzato il primo canale di collegamento con il Fiume Giallo.
Quando il Regno di Wei fu conquistato dai Qin, Kaifeng fu distrutta ed abbandonata.
Agli inizi del VII secolo si formò un importante centro mercantile sul Gran Canale della Cina, ove nell'VIII secolo la dinastia Tang costruì una nuova grande città detta Biàn che divenne la capitale dei regni della zona che si successero nel periodo delle Cinque dinastie e dieci regni, fino alla dinastia Song che la elesse capitale imperiale. Col nome di Bianjing conosciuta anche come Dongjing, tra il 1000 e il 1100 d.C. fu la più popolosa città del mondo raggiungendo forse i 700 000 abitanti. Nel 1127 la città fu saccheggiata durante l'invasione dei Jurchi e nella seconda metà del XII sec. divenne dopo Zhongdu la capitale secondaria della dinastia Jīn, poi sotto gli attacchi dei mongoli Kaifeng divenne l'unica capitale tra il 1214 e il 1233. Nei secoli successivi si mantenne sempre una città importante come il centro amministrativo della regione.

## Monumenti e luoghi d'interesse
- Antico centro della città
- Padiglione del Drago
- Pagoda di ferro: si trova all'interno del parco omonimo, nella zona nord-orientale della città. Fu costruita nel 1049 per conservare una reliquia di Buddha; deve il nome al ricoprimento con piastrelle ceramiche di color bruno, che danno l'impressione che l'intera pagoda sia fatta di ferro. È composta da 13 piani, per una altezza complessiva di 55 m.

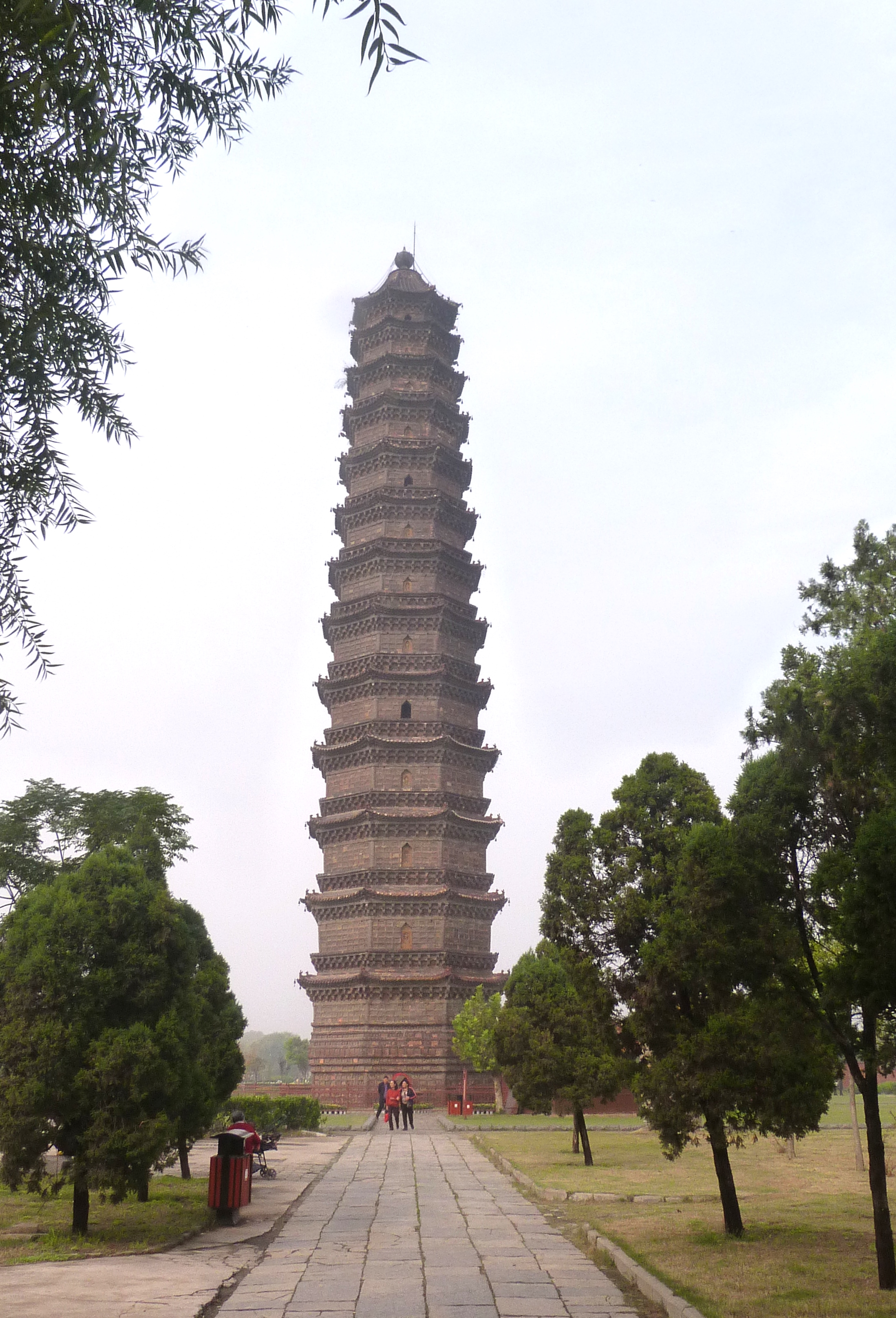
Pagoda di ferro

- Tempio del Cancelliere: fu costruito nel 555; per secoli fu un rinomato centro di studi buddisti. Fu distrutto varie volte durante i secoli e fu ricostruito l'ultima volta nel 1766. Il nome deriva da quello di un cancelliere della dinastia Tang, che finanziò i lavori di ristrutturazione. La principale costruzione all'interno del Tempio è il Palazzo Ottagonale di Ceramica, contenente all'interno una statua di Guanyin alta 7 metri.
- Terrazza del Re Yu
- Pagoda Pota: a base esagonale, era parte di un antico tempio del periodo Song. Si trova ad ovest della Terrazza del Re Yu ed originariamente consisteva di sei piani, che si ridussero a tre nel XIV secolo.

## Geografia antropica

### Suddivisioni amministrative
- Distretto di Gulou
- Distretto di Longting
- Distretto hui di Shunhe
- Distretto di Yunwangtai
- Distretto di Xiangfu
- Contea di Qi
- Contea di Tongxu
- Contea di Weishi
- Contea di Lankao

## Infrastrutture e trasporti

### Strade
La città è connessa ai principali centri dell'area dalle superstrade G30, G45, S82, S83 e dalle autostrade nazionali cinesi 106, 220 e 310.

### Ferrovie
La stazione di Kaifeng è sull'asse est-ovest formato dalla ferrovia Longhai.

### Aeroporti
L'aeroporto più vicino è l'aeroporto di Zhengzhou-Xinzheng, a circa 55 km dalla città, connesso a quest'ultima dalla ferrovia Zhengzhou-Kaifeng ad alta velocità (200 km/h), completata nel 2014.

## Amministrazione

### Gemellaggi
- Kiryat Motzkin